# Voskhod (oblast de Moscou)
Pour les articles homonymes, voir Voskhod (homonymie).
Voskhod (en russe : Восхо́д) est une commune urbaine de l'oblast de Moscou, en Russie. Elle a le statut de ville fermée. Sa population s'élevait à 1 835 habitants en 2019.

## Géographie
Voskhod se trouve à 77 km au nord-ouest de Moscou.
Sa superficie est de 15,05 km2.

## Histoire
Voskhod a été fondée en 1961, comme centre de radiocommunications militaires. Elle a le statut de commune urbaine depuis 1994.